# Tassa sul cane

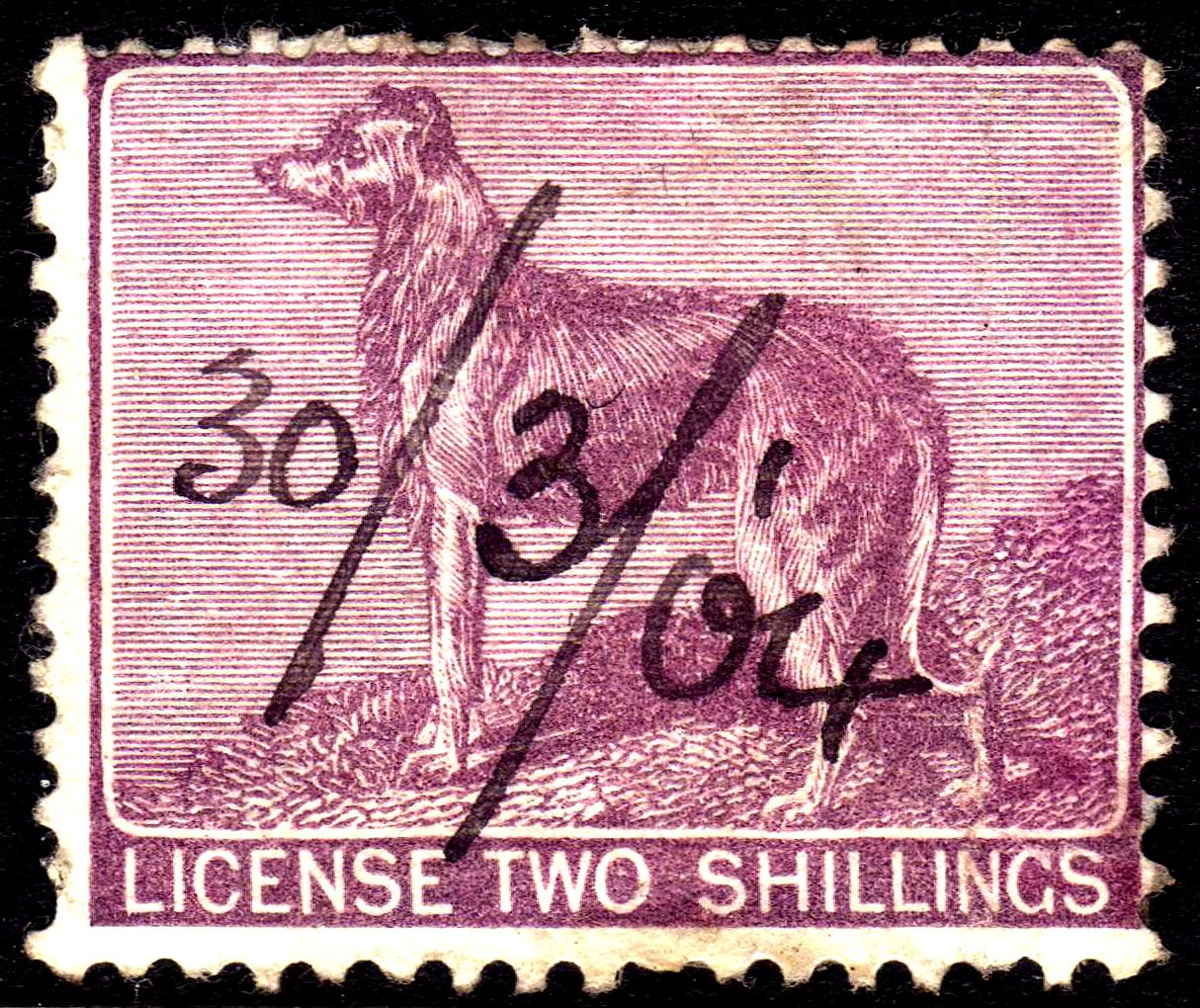
Una marca per tassa sul cane (dog licence) usata in Irlanda nel 1904 che raffigura un Levriero irlandese.

Una tassa sui cani è o è stata presente in molti dei Paesi occidentali. Solitamente si presenta nella forma di licenza onerosa a carico del proprietario per poter mantenere la disponibilità dell'animale a volte considerato come bene di lusso.
L'obiettivo tassativo può essere indirizzato a coprire finanziariamente parte delle esternalità che i cani potrebbero arrecare al resto della comunità: ad esempio le aree di sgambatura, i canili , i rifugi.
Inoltre, la tassa può essere applicata in associazione con l'assegnazione di una piastrina identificativa o di un microchip per l'animale, assieme a variazioni dell'importo della tassa per il tipo o la funzione del cane. Può favorire un più dettagliato censimento della popolazione canina (laddove ad esempio, al cane castrato sia applicata un'imposta minore) e un contrasto all'abbandono o alla mancata vaccinazione. In alcuni casi sono previste esenzioni per cani di servizio di soccorso, per ciechi, per allevatori.

## Esempi

### Australia
Licenze per detenere i cani sono obbligatorie e definite da Stati e Territori ma incassati dalle comunità locali (ad esempio città o shire councils). Quindi il costo di una licenza e le sue modalità variano. Qualche area, come lo stato del Victoria, ha prescrizioni molto stringenti prevedendo l'utilizzo di un microchip e l'obbligo di licenza anche per poter possedere un gatto.

### Canada
La licenza per detenere un cane è obbligatoria.

### Germania
La proprietà dei cani è regolata dal pagamento di una specifica tassa locale (da versare alla municipalità di appartenenza), di importo mutevole a seconda della razza di cane posseduto: cani classificati come pericolosi, ad esempio i Rottweiler, pagano una tassa di importo più elevato. Nel 2008 il totale versato alle municipalità tedesche grazie alla tassa sul cane è ammontato a 247 milioni di Euro. 

### Irlanda
La licenza per detenere un cane è obbligatoria e, al 2011, ammonta a €20.00 ad animale all'anno, €140 per una licenza a vita per un singolo cane. Anche una licenza che permette (se alcune circostanze sono rispettate) di detenere un numero indeterminato di cani è disponibile al costo di €400.

### Irlanda del Nord
La licenza per detenere cani è obbligatoria e regolamentata dal "Dogs Order 1983". Ad ottobre 2011 il costo della licenza ammontava a £12.50 all'anno, con riduzioni per pensionati e padroni di cani castrati.

### Italia
In Italia l'imposta sui cani era un tributo comunale italiano, con consegna di una medaglietta di riconoscimento progressiva, istituito con regio decreto n. 1393 del 1918, modificato e reso obbligatorio in tutti i comuni con decreto n. 1175 del 1931 e definitivamente abrogato con la riforma tributaria del 1974.
Dal 1991 DL 281, sebbene non considerata una tassa, è stato reso obbligatorio l'applicazione di un microchip con conseguente registrazione all'anagrafe canina dell'asl, con costi che variano a seconda della regione e dei veterinari professionisti, nei siti rurali sono previste anche campagne di applicazione gratuite.

### Nuova Zelanda
Secondo il "Dog Control Act" del 1996 tutti i cani che abbiano superato i 3 mesi di vita devono essere registrati nella città o distretto in cui si risiede. Tutti i cani registrati per la prima volta a partire dal primo luglio 2006 devono essere dotati anche di microchip. I cani sono classificati per razza e gradi di aggressività. I canoni dovuti per animali utilizzati a scopo di utilità sociale sono molto bassi o addirittura nulli.

### USA
La maggior parte degli Stati, municipalità o altri tipi di giurisdizioni richiedono una licenza la cui durata non può superare quella della copertura vaccinale. In modo da prevenire una sovrappopolazione di cani, qualche giurisdizione impone una tassa per la licenza di molto inferiore se il proprietario presenta prova veterinaria che il cane sia stato sterilizzato o castrato.
California e Maryland comprendono anche aree in cui è necessaria una licenza per gatti.

### Svizzera
In Svizzera la tassa, concomitante alla registrazione all'anagrafe canina, varia a seconda dei comuni da 100 a 200 franchi svizzeri annuale.